# Suisse Tourisme
Ne doit pas être confondu avec Fédération suisse du tourisme.
Suisse Tourisme (ST ; Schweiz Tourismus en allemand ; Svizzera Turismo en italien ; Svizra Turissem en romanche) est une corporation de droit public suisse sise à Zurich, dont le but est la promotion du tourisme en Suisse.
Comptant une vingtaine de représentations à l'étranger, l'association regroupe la Confédération, les cantons, les offices du tourisme régionaux et des associations et entreprises des domaines du tourisme et de l'hôtellerie.

## Description
Suisse Tourisme (ST) est l'organisation faîtière de promotion du tourisme en Suisse (voyages, vacances et congrès). La Confédération, les cantons, les offices du tourisme régionaux et diverses associations et entreprises des domaines du tourisme et de l'hôtellerie en sont membres.
Outre son site Internet, l'organisation produit des guides de voyage, des cartes, des films et des brochures publicitaires pour faire connaître les paysages, les coutumes et la culture de la Suisse. Elle met également sur pied des événements, comme des projections lumineuses sur la place Vendôme à Paris en 2004 pour marquer les cent ans de la promotion du tourisme suisse dans cette ville.
Elle compte une vingtaine de représentations à l'étranger depuis les années 2000,.

### Budget
- 2021 : plus de 106 millions de francs financés à 56 % par la Confédération[6].
- 2004 : 71 millions[5].
- 1995 : 50 millions, financés aux deux tiers par la Confédération[3].

### Nombre d'employés
- 2021 : 272 employés (248 emplois à plein temps)[6]

- 2012 : 240 employés[2]
- 2004 : 180 employés[5]

### Présidents
- depuis 2020 : Brigitta Gadient[7]

- 2007 - 2019 : Jean-François Roth[8]
- 1996 - 2007 : Dick Marty[9]
- - 1996 : Paul Reutlinger[10]

### Directeurs
- depuis 2018 : Martin Nydegger[11]
- 2000[12] - 2017 : Jürg Schmid[13]
- 1995[14] - 1999 : Marco Hartmann[15]

## Histoire
La création de l'organisme, sous le nom d'Association nationale pour le développement du tourisme, remonte à 1917, à la suite d'une motion déposée par le conseiller national valaisan Alexander Seiler (fils). L'association prend le nom d'Office central suisse du tourisme en 1937 et devient trois ans plus tard une corporation de droit public domiciliée à Zurich. En 1955, une loi fédérale lui confère une base légale et lui donne la raison sociale d'Office national suisse du tourisme (ONST). 
L'organisme ouvre une première représentation étrangère à Nice en 1923. En 1940, il reprend le service de publicité des Chemins de fer fédéraux suisses, qui compte des agences à Amsterdam, Berlin, Bruxelles, Le Caire, Londres, Milan, New York, Paris, Prague, Rome, Stockholm et Vienne.
L'organisme est totalement restructuré au milieu des années 1990 sur la base d'un projet présenté par Nicolas Hayek à la demande du Conseil fédéral ; ses objectifs sont également revus et il est rebaptisé Suisse Tourisme en 1996,,. 
En 2017, pour célébrer ses 100 ans d'existence, Suisse Tourisme monte une exposition intitulée « Partez en vacances », consacrée à ses affiches publicitaires à travers le temps, au Musée du design de Zurich (détenteur de la collection des affiches). 
Suisse Tourisme est présent sur la plateforme TikTok depuis 2020. En 2021, Roger Federer devient son ambassadeur, ; un clip promotionnel réalisé avec celui-ci et Anne Hathaway remporte la deuxième place au Festival international de la créativité de 2022. 